# RWTH Aachen
RWTH Aachen (również Politechnika w Akwizgranie, niem. Rheinisch-Westfälische Technische Hochschule Aachen) – niemiecka publiczna uczelnia badawcza znajdująca się w Akwizgranie, w kraju związkowym Nadrenia Północna-Westfalia. Jest największą uczelnią politechniczną w Niemczech licząc ponad 47 000 studentów i ponad 6000 pracowników naukowych. W 2018 r. znalazła się na 31. miejscu w rankingu światowych uniwersytetów w kategorii inżynierii i technologii oraz na 36. miejscu w kategorii nauk przyrodniczych. W ogólnych rankingach znajduje się obecnie w drugiej lub trzeciej setce na świecie i mieści się między 50. a 80. miejscem w Europie.
Została założona w 1870 r. Uczelnia jest członkiem związków uniwersyteckich TU9, Ligi IDEA oraz Top International Managers in Engineering. Budżet uczelni wynosił w 2021 roku 1,108 mld euro w tym 422 mln euro z funduszy stron trzecich.

## Wydziały
W skład RWTH Aachen wchodzi 9 wydziałów:
- Wydział 1 – Matematyka, Informatyka i Nauki Przyrodnicze
- Wydział 2 – Architektura
- Wydział 3 – Inżynieria Budownictwa
- Wydział 4 – Inżynieria Mechaniczna
- Wydział 5 – Zasoby Geologiczne i Inżynieria Materiałowa
- Wydział 6 – Elektrotechnika i Technika Informatyczna
- Wydział 7 – Filozofia
- Wydział 8 – Nauki ekonomiczne
- Wydział 10 – Medycyna

Wydział 9 – Pedagogika stanowił do przejęcia jego działalności przez wydział filozofii w 1989 r. oddzielny wydział.

## Nobliści
Następujący naukowcy związani z uczelnią w Akwizgranie otrzymali Nagrodę Nobla:
- Philipp Lenard – 1905 (fizyka)
- Wilhelm Wien – 1911 (fizyka)
- Johannes Stark – 1919 (fizyka)
- Peter Debye – 1936 (chemia)
- Karl Ziegler – 1963 (chemia)